# Corbès
Corbès é uma comuna francesa na região administrativa de Occitânia, no departamento de Gard. Estende-se por uma área de 3,28 km². Em 2010 a comuna tinha 148 habitantes (densidade: 45,1 hab./km²).